# Vila Belmiro
A Vila Belmiro é um bairro localizado na cidade de Santos, no Estado de São Paulo.
Com aproximadamente um século de existência, a Vila Belmiro situa-se no quadrilátero das avenidas Anna Costa, Pinheiro Machado, ruas Carvalho de Mendonça e Joaquim Távora.
O nome foi dado em homenagem a Belmiro Ribeiro de Morais e Silva, que se destacou na vida social, econômica e política de Santos. Foi o responsável pelo loteamento da Vila Operária, que passou a se chamar posteriormente Vila Belmiro.
O bairro, predominantemente residencial, abriga diversos sobrados, prédios, dois grandes hospitais e escolas na cidade.
Na década de 1970, o local serviu de cenário para a telenovela Éramos Seis. O terreno onde hoje estão os colégios públicos Emília Maria Reis, Azevedo Júnior e Primo Ferreira no passado foram os campos de futebol da Associação Atlética Americana.
Na década de 1940 foi inaugurado o primeiro cinema do bairro, o Cine Avenida, localizado na Avenida Bernardino de Campos.
Na rua Monsenhor Paula Rodrigues com Rua Paraná havia uma construtora de propriedade de um italiano que na Segunda Guerra Mundial foi para a Itália, no local foi construída a primeira fábrica da Coca-Cola, na década de 1940, hoje não mais existente, existe no lugar desde 1990 um conjunto residencial Central Park.
Na quadra das ruas Antonio Bento com Paraná havia o armazém Columbia, que estocava café.
Às quintas-feiras, acontece no bairro a maior feira de Santos. As barracas ocupam a Rua Álvares Cabral, cruzam a Praça Olimpio Lima e se espalham pelos lados da Rua Princesa Isabel.
No carnaval, sai do bairro da Vila Belmiro o Bloco Bola Alvinegra com mais de 350 figurantes.
Uma das personagens do bairro é o Didi, barbeiro oficial do Rei Pelé. Sua barbearia se localiza em frente ao estádio.
O estádio foi inaugurado em 12 de outubro de 1916, porém, sua primeira partida só ocorreu 10 dias depois, com vitória santista contra o Ipiranga de São Paulo. Em 1931 foi inaugurado o sistema de iluminação, dois anos depois o Estádio ganhou o nome de Urbano Caldeira.
O clube faz visitação monitorada e o passeio inclui o museu Memorial das Conquistas, vestiários, a sala de imprensa e o campo, além da possibilidade de conhecer o Centro de Treinamento e o hotel Recanto dos Alvinegros através de visita previamente agendada.